# JUNK ZERO
JUNK ZERO（ジャンクゼロ）は、2008年9月29日から2010年4月2日まで、TBSラジオをキー局にJRN系列全国ネットで放送していた深夜番組放送枠。TBSラジオの深夜番組放送枠JUNKシリーズの一つである。

## 概要
放送時間はTBSラジオ、CBCラジオのみ月曜 - 金曜深夜24:00 - 25:00、その他のネット局（後述）は月曜 - 金曜深夜27:00 - 28:00。
2008年9月26日まで放送された『JUNK2』の後継番組枠であるが、以下のように放送時間移動や改題がほとんどだったため、『JUNK ZERO』発足で始まった新番組は木曜の『ケンドーコバヤシのテメオコ』の1番組のみであった。
- 『JUNK2』から『JUNK ZERO』へ移動したのは『バナナマンのバナナムーン』と『エレ片のコント太郎』の2番組。
- 『加藤浩次の吠え魂』は同年10月3日より金曜JUNKへ移動（詳細は加藤浩次の吠え魂#概要を参照）、代わって『おぎやはぎのメガネびいき』が『金曜JUNK』から『火曜JUNK ZERO』へ移動。
- 『タカアンドトシのケチャケチャラジオ』と『カンニング竹山 生はダメラジオ』は移動せず同年9月中に放送終了。
- 『JUNK ZERO』発足前から金曜日に放送されていた『城島茂のどっち派?!』は、『JUNK ZERO Friday Special 城島茂のどっち派?!』として継続。TBSラジオのみだったネット局が大幅に増えた。

これまでは原則生放送で行っていた『バナナムーン』『メガネびいき』『どっち派?!』については、録音番組に移行したことに伴い一部番組内容が変更された。
ポッドキャスト配信は、月曜から木曜で実施し、金曜のみ実施しなかった（詳細は後述）。

## 番組枠の終了とその後
2010年春改編にて、TBSラジオは積極的に新規リスナー獲得を目指す方針により、同年4月5日から24時台は『ニュース探究ラジオ Dig』（22:00-24:50、24時台は『ニュース探究ラジオ Dig 深夜営業』）と24:50-25:00のミニ番組（2010年春の開始当初は『後藤麻衣の心配ないさぁ〜!!』）となり、『JUNK ZERO』は4月2日をもって放送を終了した。
- この改編により『テメオコ』と『どっち派?!』は終了。『バナナムーン』は金曜JUNKに移動、『メガネびいき』は木曜JUNKに移動（1年半ぶりに『JUNK』枠に復帰）、『エレ片のコント太郎』は土曜日に新設された『JUNKサタデー』に移動した。
- ネット局の27時台は2010年4月より『ミュージックナビ〜昨日と今日との交差点〜』が放送開始。1年半ぶりにTBSラジオと同時ネットとなる。CBCラジオは『Dig』をフルネット、『ミュージックナビ』も同時ネットになった。
- また、『バナナムーン』と『メガネびいき』はHBCラジオ・RKBラジオ・琉球放送の3局はTBSラジオと同様に放送時間変更となり、関西地区のネット局がMBSラジオ・和歌山放送からABCラジオに変更。『エレ片のコント太郎』はTBSのみの放送となった。CBCラジオをはじめとする大半の地方局については番組ネット打ち切りの扱いとなった。
- 2022年現在は東京ポッド許可局、アルコ&ピース D.C.GARAGE、空気階段の踊り場、ハライチのターン!、マイナビ Laughter Night、真空ジェシカのラジオ父ちゃん等、芸人のラジオ枠に戻っている。

## 放送された番組
- 月曜JUNK ZERO バナナマンのバナナムーン （パーソナリティ：バナナマン 2007年4月2日 - 2008年9月22日まで月曜JUNK2。月曜JUNK ZEROとしての放送は2008年9月29日から2010年3月29日。2010年4月7日から金曜JUNKに移動）
- 火曜JUNK ZERO おぎやはぎのメガネびいき （パーソナリティ：おぎやはぎ 2006年10月6日 - 2008年9月26日まで金曜JUNK。火曜JUNK ZEROとしての放送は2008年9月30日から2010年3月30日。2010年4月6日からは木曜JUNKに移動）
- 水曜JUNK ZERO エレ片のコント太郎 （パーソナリティー：エレキコミック/ラーメンズ片桐 2006年4月7日 - 2007年3月30日まで金曜JUNK2。2007年4月4日〜2008年9月24日まで水曜JUNK2。水曜JUNK ZEROとしての放送は2008年10月1日から2010年3月31日。2010年4月8日からはJUNKサタデーに移動）
- 木曜JUNK ZERO ケンドーコバヤシのテメオコ （パーソナリティ：ケンドーコバヤシ 2008年10月2日 - 2010年4月1日）
- JUNK ZERO Friday Special 城島茂のどっち派?! （パーソナリティ：城島茂 2005年4月8日 - 2010年4月2日、JUNK ZERO枠としての放送は2008年10月3日から）

## ネット局
2010年3月現在。実質的な「1部」に当たる『JUNK』はニッポン放送『オールナイトニッポン』の放送時間に当たり、多くの地方局がそちらを選択していたため、『JUNK ZERO』のみを『あなたへモーニングコール』（早朝4:00-5:00）とのセットでネットする局が多かった。

### 24:00-25:00
- TBSラジオ☆（制作局）
- 中部日本放送[注 1]

### 27:00-28:00
毎日放送と琉球放送を除き24時台は『レコメン!』を放送している。☆印が付く局は「JUNK」もネット。
- 北海道放送☆
- 青森放送
- 秋田放送
- IBC岩手放送
- 山形放送
- 東北放送
- ラジオ福島
- 北陸放送
- 山梨放送
- 信越放送[注 2]
- 毎日放送[注 3][注 4]
- 和歌山放送
- 山陽放送
- 山陰放送
- 山口放送
- 四国放送
- RKB毎日放送☆
- 大分放送
- 長崎放送
  - NBCラジオ佐賀
- 熊本放送
- 宮崎放送
- 南日本放送
- 琉球放送☆

### 過去のネット局
- 新潟放送（2009年4月3日をもって打ち切り）[注 5]

## ポッドキャスト
- 『JUNK ZERO』発足当初からTBS RADIO podcasting954で月曜から木曜を配信実施しており、金曜『どっち派?!』のみ配信は行われなかった。
- 配信を行っている番組のうち、月曜 - 水曜はポッドキャストのみの録り下ろしの音源、木曜のみ番組ダイジェストとポッドキャストのために録り下ろしの音源の二部構成となっていた。ただし、番組ダイジェストなどに変更となる場合もあった。